# 山瀬慎之助
山瀬 慎之助（やませ しんのすけ、2001年5月4日 - ）は、石川県かほく市出身のプロ野球選手（捕手）。右投右打。読売ジャイアンツ所属。

## 概要

### プロ入り前
読売ジャイアンツで強打の捕手として長らく活躍した阿部慎之助にちなんで、出生時に「慎之助」と命名された。かほく市立宇ノ気小学校2年時に「宇ノ気ブルーサンダー」で軟式野球を始めると、4年時からかほく市立宇ノ気中学校・星稜高校時代を通じて、チームメイトの奥川恭伸とバッテリーを組んでいた。中学生時代には、奥川と共に全国中学校軟式野球大会の優勝を経験している。
星稜高校への進学を機に硬式野球部へ入部すると、1年時の秋から正捕手としてチームの石川県大会優勝と北信越大会準優勝に貢献。奥川と共に、2年春の第90回選抜高等学校野球大会から4季連続で甲子園球場の全国大会へ出場した。2年春の選抜大会では、10打席6安打の活躍でチームの準々決勝進出に貢献。3年時（2019年）春の第91回大会は2回戦で敗退したものの、夏の第101回全国高等学校野球選手権大会では、打率が5割を超えるほどの打撃でチームを決勝進出に導いた。ちなみに、この大会では「4番・遊撃手」だった1学年後輩の内山壮真は、山瀬の卒業後に正捕手となった。
2019 WBSC U-18ワールドカップに奥川と揃って日本代表の一員として出場した後に、2019年のNPBドラフト会議で、阿部の在籍する巨人から5巡目で指名された。同年11月11日の仮契約を経て、契約金3500万円、年俸540万円（金額は推定）という条件で入団した。背番号は67。この会議の1巡目では、巨人に加えて、東京ヤクルトスワローズと阪神タイガースが奥川を指名。指名重複による抽選でヤクルトが独占交渉権を獲得したため、奥川は交渉の末にヤクルトへ入団している。担当スカウトは織田淳哉。

### 巨人時代
2020年は、イースタン・リーグ公式戦44試合に出場。打率.163、2本塁打、6打点という成績で、一軍公式戦への出場機会はなかった。チームの新人選手および一軍未経験選手からただ1人日本シリーズの出場資格者名簿に名を連ねた。しかし実際には、日本シリーズ開幕前からフェニックスリーグへ参加し、シリーズ中もリーグ戦への出場を優先したため、日本シリーズの出場機会はなかった。
2022年は、3年目で初めて開幕一軍を果たし、4月7日の対広島東洋カープ戦で8回から守備につきプロ初出場。6月9日の対埼玉西武ライオンズ戦に「9番･捕手」で初めて先発出場し、4回表に隅田知一郎から初安打を記録。翌日の対東北楽天ゴールデンイーグルス戦では2試合連続でスタメンマスクを被り、戸郷翔征をプロ初完投勝利に導いた。
2023年は、4月14日に一軍登録され、4月21日の対ヤクルト戦（神宮）で8回ウラから今村信貴とのバッテリーで試合出場（打席なし）。同月27日の対阪神戦では4回裏で捕手交代となり、一軍公式戦で初めての甲子園出場となったが、3回までで先発投手（山﨑伊織）の大量失点によるバッテリー交代となり交代後（鍵谷陽平、今村）も7失点と攻撃が止まらず、（甲子園の雰囲気に）「ピンチになると僕もアップアップした」「次は組んだ投手が失点して評価を落とされないように責任をもって臨みたい」と取材に答えた。
2024年は、読売ジャイアンツがセントラル・リーグ優勝を決めた翌日の9月29日に一軍登録され、同日の広島東洋カープ戦で即先発起用された。11月13日、10万円増の推定年俸680万円で契約を更改した。

## 選手としての特徴
高校時代に遠投で120メートルを記録したほどの強肩の持ち主で、本人もそのことを自負している。低い軌道での送球が持ち味で、高校時代の最速到達タイムは手動計測で1.8秒だった。送球のコントロールやインサイドワークに対する評価も高い。

## 詳細情報

### 年度別打撃成績
| 年 度     | 球 団     | 試 合 | 打 席 | 打 数 | 得 点 | 安 打 | 二 塁 打 | 三 塁 打 | 本 塁 打 | 塁 打 | 打 点 | 盗 塁 | 盗 塁 死 | 犠 打 | 犠 飛 | 四 球 | 敬 遠 | 死 球 | 三 振 | 併 殺 打 | 打 率 | 出 塁 率 | 長 打 率 | O P S |
| --------- | --------- | ----- | ----- | ----- | ----- | ----- | -------- | -------- | -------- | ----- | ----- | ----- | -------- | ----- | ----- | ----- | ----- | ----- | ----- | -------- | ----- | -------- | -------- | ----- |
| 2022      | 巨人      | 8     | 11    | 11    | 0     | 2     | 1        | 0        | 0        | 3     | 0     | 0     | 0        | 0     | 0     | 0     | 0     | 0     | 2     | 0        | .182  | .182     | .273     | .455  |
| 2023      | 巨人      | 5     | 7     | 7     | 1     | 1     | 0        | 0        | 0        | 1     | 0     | 0     | 0        | 0     | 0     | 0     | 0     | 0     | 3     | 0        | .143  | .143     | .143     | .286  |
| 2024      | 巨人      | 2     | 6     | 6     | 1     | 2     | 0        | 0        | 0        | 2     | 0     | 0     | 0        | 0     | 0     | 0     | 0     | 0     | 1     | 0        | .333  | .333     | .333     | .667  |
| 通算：3年 | 通算：3年 | 15    | 24    | 24    | 2     | 5     | 1        | 0        | 0        | 6     | 0     | 0     | 0        | 0     | 0     | 0     | 0     | 0     | 6     | 0        | .208  | .208     | .250     | .458  |

- 2024年度シーズン終了時

### 年度別守備成績
| 年 度 | 球 団 | 捕手  | 捕手  | 捕手  | 捕手  | 捕手  | 捕手     | 捕手  | 捕手     | 捕手     | 捕手     | 捕手     |
| 年 度 | 球 団 | 試 合 | 刺 殺 | 補 殺 | 失 策 | 併 殺 | 守 備 率 | 捕 逸 | 企 図 数 | 許 盗 塁 | 盗 塁 刺 | 阻 止 率 |
| ----- | ----- | ----- | ----- | ----- | ----- | ----- | -------- | ----- | -------- | -------- | -------- | -------- |
| 2022  | 巨人  | 7     | 22    | 2     | 0     | 0     | 1.000    | 1     | 1        | 1        | 0        | .000     |
| 2023  | 巨人  | 5     | 17    | 0     | 0     | 0     | 1.000    | 0     | 0        | 0        | 0        | ----     |
| 2024  | 巨人  | 2     | 15    | 2     | 0     | 0     | 1.000    | 0     | 1        | 1        | 0        | .000     |
| 通算  | 通算  | 14    | 54    | 4     | 0     | 0     | 1.000    | 1     | 2        | 2        | 0        | .000     |

- 2024年度シーズン終了時[注 1]

### 記録
初記録
- 初出場：2022年4月7日、対広島東洋カープ3回戦（MAZDA Zoom-Zoom スタジアム広島）、8回裏に小林誠司に代わり捕手で出場[14]
- 初打席：2022年4月9日、対東京ヤクルトスワローズ5回戦（東京ドーム）、9回裏に鍬原拓也の代打で出場、石山泰稚から二邪飛
- 初先発出場：2022年6月9日、対埼玉西武ライオンズ3回戦（ベルーナドーム）、「9番・捕手」で先発出場[15]
- 初安打：同上、4回表に隅田知一郎から左前安打[15]

### 背番号
- 67（2020年[7] - ）

### 登場曲
- 「My Home」FUNKY MONKEY BΛBY'S（2022年 - ）
- 「キラキラ feat. カンナ」AI（2022年6月 - ）

### 代表歴
- 2019 WBSC U-18ワールドカップ 日本代表